# Gigantorhynchus ortizi
Espèce
Gigantorhynchus ortizi est une espèce d'acanthocéphales de la famille des Gigantorhynchidae.

## Distribution
Cette espèce se rencontre en Amérique du Sud.
Adulte, c'est un parasite digestif d'opossums. Il a été observé sur Metachirus nudicaudatus.

## Systématique et taxinomie

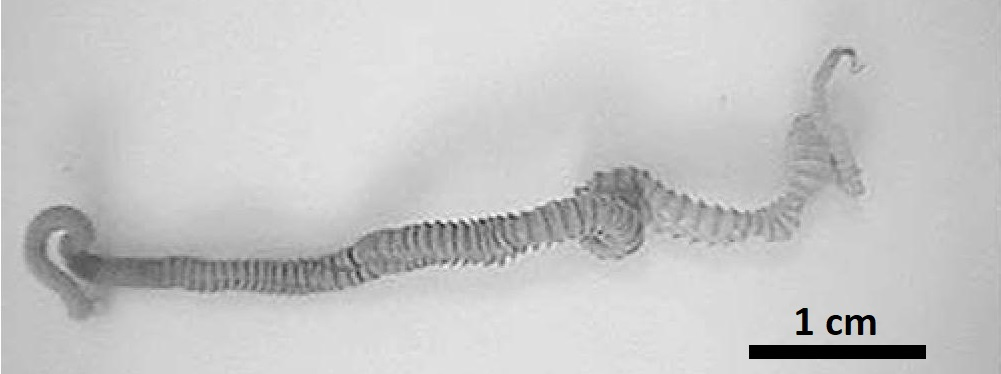
G. ortizi

Cette espèce a été décrite par Luz Sarmiento en 1954.

## Étymologie
Cette espèce est nommée en l'honneur de Javier Ortiz de La Puente (1928-1952).

## Publication originale
- Sarmiento, 1954 : « Gigantorhynchus ortizi n. sp. an acanthocephalan from Metachirus nudicaudatus ». Revista Brasileira de Biologia, vol. 40, no 4, p. 448-452.